# Joaquim Torquato Álvares Ribeiro
Joaquim Torquato Álvares Ribeiro (Vitória, Porto, 1803 - Caldas de Vizela, 1868) foi um matemático e professor português.

## Biografia
Nasceu na cidade do Porto a 26 de fevereiro de 1803.
Frequentou a Academia Real de Marinha e Comércio tendo obtido diversos prémios nos domínios da Matemática e Comércio entre 1820 e 1825.
Em 1835 foi nomeado  lente proprietário da 1.ª cadeira de Matemática, mas no ano seguinte foi exonerado do cargo por recusar jurar a Constituição de 1822, proclamada pela Revolução de setembro.
Em 1840 é admitido pela Academia Politécnica do Porto, com metade do vencimento e em 1844 foi nomeado lente proprietário da 5.ª cadeira (Astronomia e Geodesia), tendo lecionado até 1868.
Para além de docente na Academia Politécnica do Porto, foi também seu diretor interino por nomeação de 30 de novembro de 1864 e em 1868 designado diretor, cargo que não chegou a exercer.
Foi também diretor da Companhia Geral da Agricultura e das Vinhas do Alto Douro (1852 e 1855), membro do Conselho de Sua Majestade e comendador da Ordem de Cristo.
É da sua autoria o opúsculo "A Academia Polytechnica e a portaria do ministério do reino de 14 de Agosto de 1862".
A 2 de novembro de 1868 faleceu nas Caldas de Vizela onde se encontrava "a banhos".